# ヴィッキー・バトラー・ヘンダーソン
ヴィッキー・バトラー・ヘンダーソン（Vicki Butler-Henderson、1972年2月16日 - ）はイギリスの女性レーシングドライバーであり、フィフス・ギアに代表されるテレビ番組の司会も担当している。
夫はライバル番組トップ・ギアのダイレクターであるフィル・チャーチウォード。

## 来歴
周りは男性のレーサーだらけという家庭に生まれた（祖父、父、兄弟の全員がレーサーである）。そんな環境下、本人も12才でカートを始め、人生初の仕事もシルバーストーンでのインストラクターであった。
カートを始めてから5年後、人生で初めて購入した車は、運転免許を取得後すぐに購入したMG。
そんな男性的な家庭環境ではあったが、本人自体は1800年代に創設されたケンブリッジにある私立女子校の出身である。

## テレビ司会
2002年以降はフィフス・ギアの司会をつとめているが、元々1998年から2002年まではトップ・ギアの司会を担当していた。
また、テレビ司会者として初めてパガーニ・ゾンダの運転に招待された人物でもある。